# 100 welikich usnikow
100 welikich usnikow (russisch 100 великих узников, wiss. Transliteration 100 velikich uznikov; „100 große Gefangene“) ist ein Buch von Nadeschda Ionina über das Gefängnisleben berühmter historischer Persönlichkeiten und ihr Schicksal.

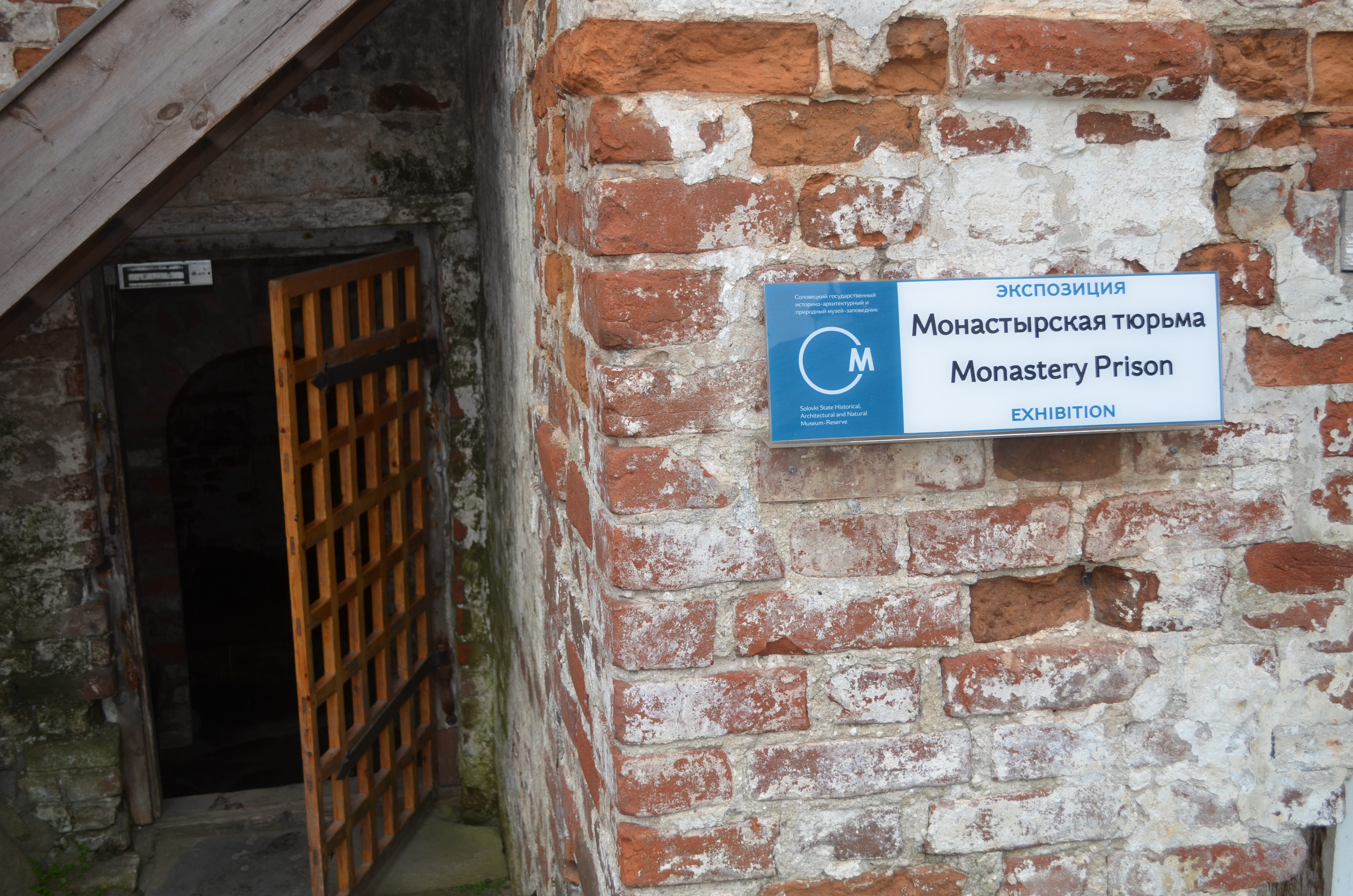
Eingang zum Klostergefängnis des Solowezki-Klosters (in moderner Gestaltung)

## Einführung
Das Buch erschien 2009 in der russischen Buchreihe der 100 welikich (russisch 100 великих) im Buchverlag Wetsche (russisch Вече) in Moskau. Es behandelt verschiedene prominente Persönlichkeiten verschiedenster Epochen und Länder, die zu Gefängnisinsassen wurden: vom antiken griechischen Bildhauer Phidias bis zum südafrikanischen Freiheitskämpfer Nelson Mandela – manche wegen Freidenkertums oder Eingriffen in gesellschaftliche Grundlagen, andere durch Zufall, wieder andere wegen Verdachts oder Verleumdung. Es beschäftigt sich mit Fragen, wie dem in Gefangenschaft geratenen Oscar Wilde, dem „König des Lebens“, dem brillanten Casanova, oder wer Cervantes dabei half, sich aus der algerischen Gefangenschaft zu befreien bzw. warum der „glorreiche Dieb“ Wanka-Kain beschloss, Informant zu werden.
Einen für nichtrussische Leser interessanten Schwerpunkt des Buches bilden die russischen Verhältnisse. Viele der Sträflinge Russlands starben spurlos in den so genannten Steinsäcken (russisch каменных мешках) von russischen Kloster- und Staatsgefängnissen, über viele Gefangene ist nichts bekannt, aber wie sie lebten und dachten bezeugen Archivinformationen und Gefängnisdokumente. Einige der Gefangenen berichteten anschließend selbst von ihrer Gefangenschaft.
Die folgende Übersicht gibt die einzelnen russischen Kapitelüberschriften an, dazu eine deutsche Übersetzung bzw. cum-grano-salis-Parapharasierung (mit einigen zusätzlichen Informationen bzw. Hinweisen auf weiterführende Artikel in Klammern, die den Originalüberschriften nicht zu entnehmen sind):

## Inhalt
INHALTSÜBERSICHT
- Вступление / Einführung
- Великий Фидий / Der große Phidias
- Чаша с цикутой / Schierlingsbecher (Sokrates)
- Изгнанный из отечества / Aus dem Vaterland verbannt (Anaxagoras)
- «Последний римлянин» Боэций / „Der letzte Römer“ Boethius
- Апостольское служение солунских братьев / Apostolisches Amt der Brüder von Thessaloniki (Kyrill und Method)
- В клетке без прутьев / In einem Käfig ohne Gitter (Samaniden)
- «Князь учёных» Ибн-Сина / „Fürst der Gelehrten“ Ibn Sina
- Мануха — царь монов / Manuha – König der Mon
- Удивления достойный / Überraschungswürdig (Roger Bacon)
- Великий Тимур и его великий пленник / Der große Timur und sein großer Gefangener
- Ян Гус / Jan Hus
- Бальтасар Косса — пират, студент, римский папа / Baldassare Cossa – Pirat, Student, Papst
- Валашский господарь Влад III Цепеш / Walachischer Herrscher Vlad III. Tepeș
- Орлеанская дева / Jungfrau von Orleans
- Звезда Улугбека / Der Stern von Ulugh Beg (s.a. die Artikel zu Observatorium und Film)
- Итальянский зодчий Аристотель Фиораванти / Italienischer Architekt Aristotele Fioravanti
- Неукротимый Савонарола / Unbezähmbarer Savonarola
- Николо Макиавелли / Niccolò Machiavelli
- Плененный Монтесума / Gefangener Montezuma
- Под именем «Юнкера Йорга» / Unter dem Namen „Junker Jörg“
- Верховный Инка Атауальпа и его полководец Руминьяуи / Oberster Inka Atahualpa und sein Kommandant Rumiñahui
- Томас Мор / Thomas Morus
- Анна Болейн / Anne Boleyn
- «Неисправимый» Мигель Сервет / „Unverbesserlicher“ Michel Servet
- «Несравненный[»] Везалий / „Unvergleichlicher[“] Vesalius
- Шведский король Эрик XIV / Der schwedische König Erik XIV.
- Шотландская королева Мария Стюарт / Die schottische Königin Maria Stuart
- Алжирский пленник Сервантес / Algerischer Gefangener Cervantes
- В монастырских тюрьмах / In Klostergefängnissen
- Соловецкие узники прошлых веков / Solowezki-Gefangene vergangener Jahrhunderte
- Непокорный Ноланец / Trotziger Nola (Giordano Bruno)
- Гражданин Города Солнца / Bürger des Sonnenstaates (Tommaso Campanella)
- Галилео Галилей перед судом инквизиции / Galileo Galilei vor der Inquisition
- Шах-Джахан / Schah Jahan
- Проклятый за честность… / Verdammt für die Ehrlichkeit... (Alhambra-Edikt)
- Английский король Карл I / Der englische König Karl I.
- „Осторожней, колется!“  / „Vorsicht, er sticht!“ (Baruch Spinoza)
- Опальный патриарх Никон / Der in Ungnade gefallene Patriarch Nikon
- Никола Фуке — миллионер XVII века / Nicolas Fouquet – Millionär des 17. Jahrhunderts
- Неистовый протопоп Аввакум / Wütender Erzpriester Awwakum
- Строптивые раскольницы / Hartnäckige Schismatiker (Raskolniki)
- Возмущение против короля и государства / Aufstand gegen König und Staat (Louis de Rohan)
- Царевна Софья / Zarewna Sofia
- Царица Евдокия Фёдоровна / Zarin Jewdokija Fjodorowna
- «Железная маска» / „Die eiserne Maske“
- Вольтер в Бастилии / Voltaire in der Bastille
- Первые узники Петропавловской крепости / Die ersten Gefangenen der Peter-und-Paul-Festung
- Дело царевича Алексея / Der Fall Zarewitsch Alexei
- Меншиковы в Берёзове / Die Menschikows in Berjosow (A. D. Menschikow u.a.)
- Опальные князья Долгорукие / In Ungnade gefallene Fürsten Dolgorukow
- Алексеевский равелин / Alexei-Ravelin
- Верховник Д. М. Голицын / Werchownik D. M. Golizyn
- „Каналья курляндская“ Бирон / „Kanal von Kurland“ Biron
- Несчастный Иоанн Антонович / Unglücklicher Iwan Antonowitsch (Iwan VI.)
- „Славный вор“ Ванька-Каин / „Glorreicher Dieb“ Wanka-Kain
- Замурованный / Eingemauert (Raskolnik Krugly)
- Княжна Тараканова / Fürstin Tarakanowa
- Блистательный Казанова / Brillanter Casanova
- Великий и ужасный маркиз де Сад / Der große und schreckliche Marquis de Sade
- Бунтовщик хуже Пугачёва / Ein Rebell schlimmer als Pugatschow (A. N. Radischtschew)
- Узники „нумерной“ казармы / Gefangene der „nummerierten“ Kaserne
- Граф Калиостро — чародей XVIII века / Graf Cagliostro – Zauberer des 18. Jahrhunderts
- Выстрел в Королевской опере / Gedreht in der Königlichen Oper (Gustav III.)
- По приговору Конвента… / Gemäß der Konvention... (Ludwig XVI.)
- Ненавистная „австриячка“ / Die verhasste „Österreicherin“ (Marie-Antoinette)
- „Главный бунтовщик“ Тадеуш Костюшко / „Oberster Rebell“ Tadeusz Kościuszko
- Первый русский конституционалист / Der erste russische Konstitutionalist (Kretschetow; s.a. Nowikow/Radischtschew)
- Донской казак Матвей Платов / Donkosake Matwei Platow
- Наполеон на острове Святой Елены / Napoleon auf St. Helena
- Пьер Жан Беранже / Pierre-Jean de Béranger
- „Государственный преступник царства Польского“ / „Staatsverbrecher des Königreichs Polen“ (Walerian Łukasiński)
- Декабристы в Петропавловской крепости / Dekabristen in der Peter-und-Paul-Festung
- Декабристы в Шлиссельбурге / Dekabristen in Schlüsselburg
- За вольнодумный образ мыслей / Für eine freigeistige Denkweise (Timotheus Eberhard von Bock)
- Ф. М. Достоевский в Мёртвом доме / F. M. Dostojewski im Totenhaus
- Джон Браун / John Brown
- Таинственный узник под № 6 / Geheimnisvoller Gefangener Nr. 6 (Michail Stepanowitsch Beideman)
- Первая политическая голодовка в России / Der erste politische Hungerstreik in Russland (N. G. Tschernyschewski)
- Сахалинская каторга / Sachalin-Strafvollzug
- Сергей Геннадьевич Нечаев / Sergei Gennadijewitsch Netschajew
- Сонька — Золотая Ручка / Sonia Goldhand
- Народовольцы в Петропавловской крепости / Narodnaja Wolja in der Peter-und-Paul-Festung
- „Новая тюрьма“ Шлиссельбурга / „Neues Gefängnis“ Schlüsselburg
- Карийские беглецы / Kara-Ausreißer (Kara katorga)
- Грёзы безумные… / Träume sind verrückt... (Festung Schlüsselburg, Nikolai Pawlowitsch Schtschedrin)
- Хосе Рисаль / José Rizal
- „Король жизни“ в Рэдингской тюрьме / „König des Lebens“ im Gefängnis von Reading (Oscar Wilde)
- В Шушенском / In Schuschenskoje
- Узник № 30664 / Gefangener Nr. 30664 (Williams Sydney Porter)
- А. М. Горький / A. M. Gorki
- В Туруханской ссылке / Im Turuchansker Exil (Josef Stalin)
- За Сараевское убийство / Über den Mord in Sarajevo (Gavrilo Princip; Attentat von Sarajevo (Prozess gegen die Attentäter)
- Царственные узники / Gefangene Zarenfamilie
- Первый арест Джавахарлала Неру / Erste Verhaftung von Jawaharlal Nehru
- Смертный марш под знаменем короля Матиуша / Todesmarsch unter dem Banner von König Maciuś (Janusz Korczak)
- В тюрьме Панкрац / Im Gefängnis Pankrác (Julius Fučík)
- Генерал Д. М. Карбышев / General D. M. Karbyschew
- Он принадлежал всей Африке…/ Er gehörte ganz Afrika... (Patrice Lumumba)
- Чернокожая дочь Америки / Amerikas schwarze Tochter (Angela Davis)
- Нельсон Мандела / Nelson Mandela